# Drosera sect. Ptycnostigma
Drosera sect. Ptycnostigma es una sección con 3 especies tuberosas perennifolias del género Drosera. 

## Especies
- Drosera acaulis
- Drosera cistiflora
- Drosera pauciflora

- Datos: Q18419717
- Especies: Drosera sect. Ptycnostigma